# Frísio Oriental
O Frísio Oriental Já houve dois dialetos principais,  Ems  e  Weser . Weser, incluindo os dialetos Wursten e Wangerooge, resistiu até o século XX. Ems continua com alguns milhares de falantes adultos do dialeto de Saterland,  mas não está sendo aprendido por crianças.

Distribuição atual das línguas frísias na Europa:Azul claro –Frisio Leste; Azul médio –Frísio Norte; Azul escuro –Frísio Ocidental

## Escrita
A forma do alfabeto latino usado pelo Frísio Oriental não apresenta as letras Q e X.
Usam-se as formas vogais Â, Ä, Æ, Ī, Î, Ō, Ô, Ö, Ū, Û, Ü.

## Fonologia
A Fonologia de Frísio Oriental é linguisticamente conservadora em relação ao Frísio Antigo.

## Antigo Frísio Oriental
O frísio oriental antigo era falado na Frísia Oriental  ( Ostfriesland ), a região entre o rio holandês Lauwers e alemão Weser. A área também incluía dois pequenos distritos na margem leste do Weser, as terras de Wursten e Würden. A língua Frísio Oriental Antigo poderia ser dividida em dois grupos dialetais: Frísio Weser a leste, e Frísio do rio Ems a oeste. A partir de 1500, o velho Frísio Oriental lentamente teve que ceder em face da forte pressão exercida pelos dialetos do baixo-alemão circundantes, e hoje em dia está quase extinto.
Em meados do século XVII, o Frísio Ems havia morrido quase completamente. O Frísio, em sua maior parte, não durou muito mais, apenas até 1700, embora haja registros de que ainda era falado na terra de Wursten, a leste do rio Weser, em 1723. Rsistiu a mais longa na ilha de Wangerooge, onde o último falante do Frísio Weser morreu em 1953. Hoje, a língua do velho frísio oriental não é mais dentro das fronteiras históricas da Frísia Oriental; no entanto, um grande número de habitantes dessa região ainda são frísios, referindo-se a esse dialeto do baixo-alemão como Freesk. Neste dialeto, referido em  alemão como  Ostfriesisch , o substrato frísio ainda é evidente, apesar da forte germanização.

## Frísio Sater
O último remanescente vivo do antigo Frísio Oriental é um dialeto Ems chamado Frísio Sater ou Saterlandic (seu nome nativo sendo  Seeltersk), que é falado na área Saterland no antigo Estado Livre de Oldenburg (Baixa Saxônia|Oldenburg]], ao sul da Frísia Oriental propriamente dita. Saterland (Seelterlound na língua local), que se acredita ter sido colonizada por Frísios da Frísia Oriental no século XI, foi por muito tempo cercada por muros intransponíveis. Isso, somado ao fato de Sater Frísio sempre ter tido um status superior ao baixo-alemão entre os habitantes da região, explica a preservação da língua ao longo dos séculos.
Outro fator importante foi que após a Guerra dos Trinta Anos, Saterland tornou-se parte do Príncipado bispado de Münster. Como consequência, foi trazido de volta ao controle da Igreja Católica, resultando na separação social da Frísia Oriental protestante desde cerca de 1630. A lei religiosa católica exigia uma confirmação de aceite do parceiro não católico e esta condição impedia esse contato, então os casamentos de católicos raramente eram celebrados aí nesse período.